# شویانتنیکی، شهرستان ووتس‌واوک
شْویانتنیکی (لهستانی: Świątniki؛ [ɕfjɔntˈniki]) یک منطقهٔ مسکونی در لهستان است که در گمینا لوبرانگتس واقع شده‌است.